# 鹹海神翼龍屬
鹹海神翼龍（學名：Aralazhdarcho）意為「鹹海的神龍翼龍」，是翼龍目神龍翼龍科的一屬，生存於白堊紀晚期（桑托階到坎潘階早期）的哈薩克。目前只有發現頸椎的化石。